# Éjszaka

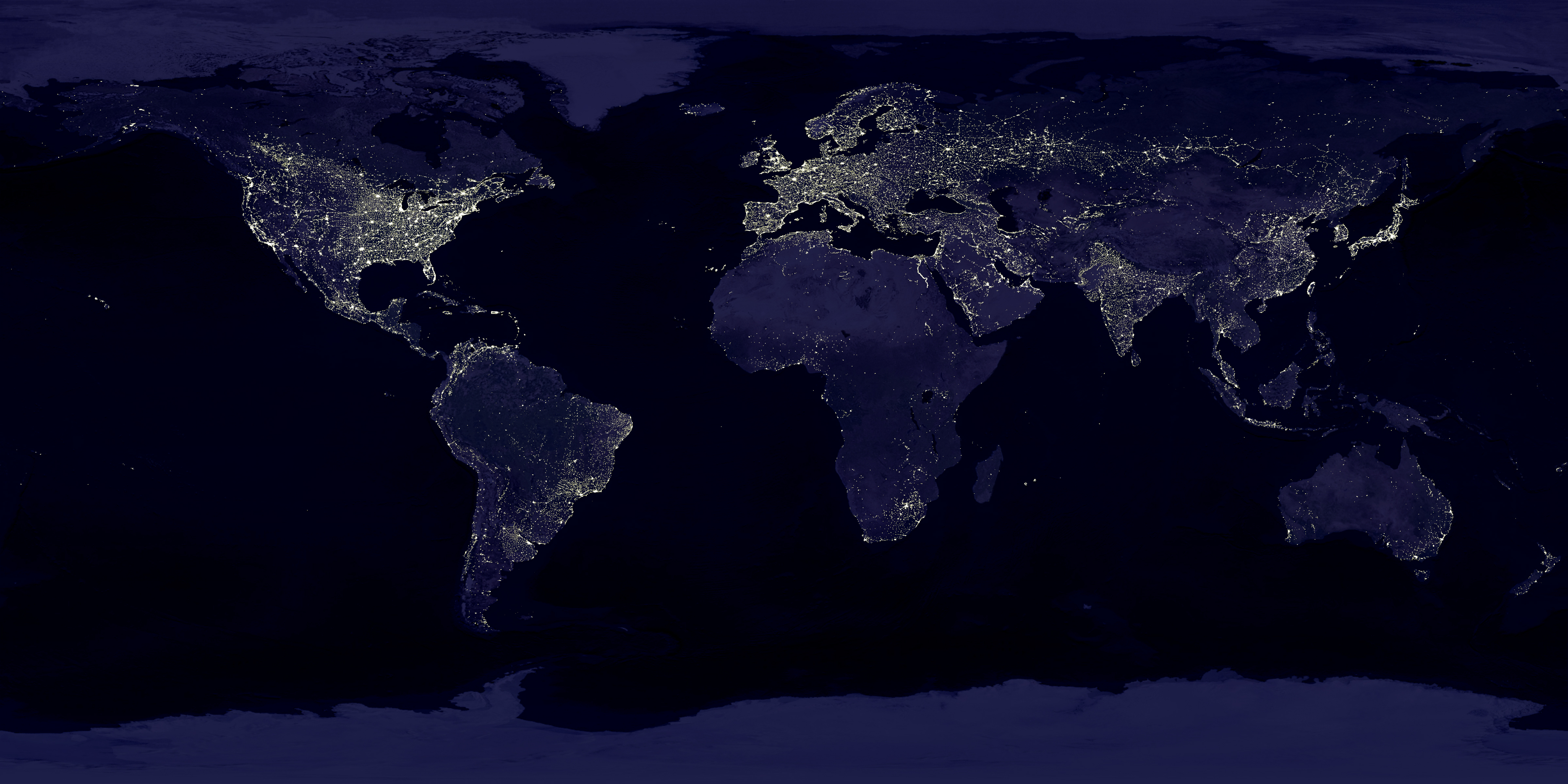
A Föld éjszaka (montázs)

Az éj vagy éjszaka egy napszak, amely az esti szürkület végétől a reggeli szürkület elejéig tart, vagyis amikor a Nap a látóhatár (azaz a 0°-os magasság) alatt legalább 18°-kal tartózkodik. A hossza az év során változó (leghosszabb a téli napforduló, legrövidebb a nyári napforduló idején, közepesen hosszú nap-éj egyenlőségkor). Fele ideje 0 órakor telik le, ezért ezt az időpontot éjfélnek hívják.
Felhőtlen égen ilyenkor láthatóvá válnak a csillagok, a Naprendszer bolygói (melyek a Nap fényét visszaverve szintén csillagoknak látszanak a Földről) és megfelelő fázisban a Hold is. Az emberek többsége éjjel alszik, de van, aki ilyenkor dolgozik.
Az idő az éj vége felé a leghidegebb, mert nincs fent a Nap, tehát nincs, ami melegítse a földet, így az reggelre lehűl.
A Északi és a Déli-sarkon fél évig tart az éjszaka és a nappal is.